# Sarasvati

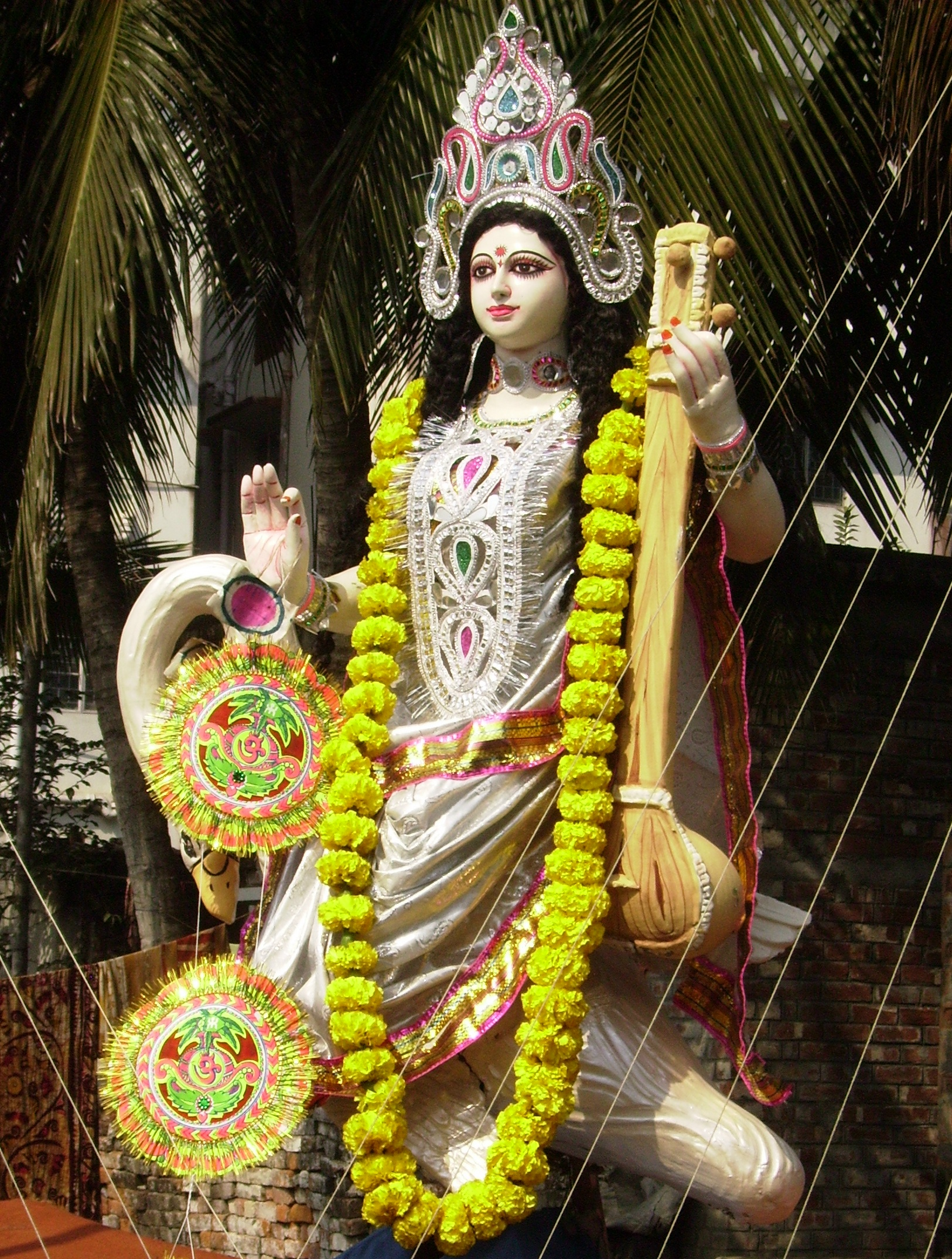
Die Göttin Sarasvati auf einem temporären Altar zu ihrem Festtag Vasant Panchami, in ihrer linken Hand ihr Instrument, die Vina

Sarasvati (Sanskrit सरस्वती Sarasvatī f., „die Fließende“, auf Bali Saraswati) ist eine indische Göttin der Weisheit und Gelehrsamkeit und eine der populärsten hinduistischen Göttinnen. Im Tantra genießt sie als blaue oder dunkle Sarasvati Verehrung. Sie soll sich aus der vedischen Sprachgöttin Vac entwickelt haben. 
Sarasvati gilt als weibliche Kraft (Shakti) des Gottes Brahma und als weibliche Personifikation des absoluten Urgrundes Brahman. Die hinduistische Mythologie stellt sie als Tochter, Schöpfung und Gattin von Brahma dar. Diesem scheint sie untergeordnet; in der Glaubenspraxis jedoch gilt die Anbetung hauptsächlich ihr, während die Verehrung des Brahma weitgehend verschwunden ist. Als Vac („Wort“, „Logos“), so ein anderer Name, verkörpert sie das personifizierte Wort, die perfekte Rede. Weitere Beinamen sind Mahavidya („die große Weisheit“), Brahmani („Frau des Brahma“) und Jagaddhatri („Herrin der Welt“). Mit ihr identifiziert man oft auch die Göttin Gayatri. Sarasvati ist die Göttin des Lernens, der Sprache, der Wissenschaften, der Künste, der Dichtung, der Literatur, der Schrift, der Weisheit, des Tanzes, des Gesanges und der Musik. Sie gilt als „Mutter der Veden“, Erfinderin des Sanskrit-Alphabets und der Devanagari-Schrift. Sie wird besonders von Schulkindern, Studenten, Philosophen und Intellektuellen verehrt. In einem wichtigen Buch der Verehrer der Göttin, dem Devi Mahatmyam, bildet sie als achtarmige Maha Sarasvati (große Sarasvati) zusammen mit Maha Kali sowie Maha Lakshmi eine der weiblichen Trimurti.

## Sarasvati in den Veden
In den Apri-Liedern (āpriyas), einer Textform des Rig Veda, bildet Sarasvati mit Ida und Bharati (Mahi) eine Trinität. Ursprünglich war sie als Natur- und Flussgöttin beschrieben, daher bringt man sie auch heute noch mit reinem Wasser und dem mythischen Soma in Verbindung. Sie verkörperte den heiligen Fluss Sarasvati, der seinen Ursprung im Himmel gehabt haben und durch alle drei Welten (Triloka) verlaufen sein soll. Sarasvati war in erster Linie eine Göttin der Fruchtbarkeit. Ihre Stimme war der Wasserfall, und sie besaß die Macht, Berge zu sprengen. Auch soll sie anstelle von Indra den Dämonen Vritra besiegt haben oder zumindest dabei geholfen haben.

## Ikonographie, Symbolik und Mythen

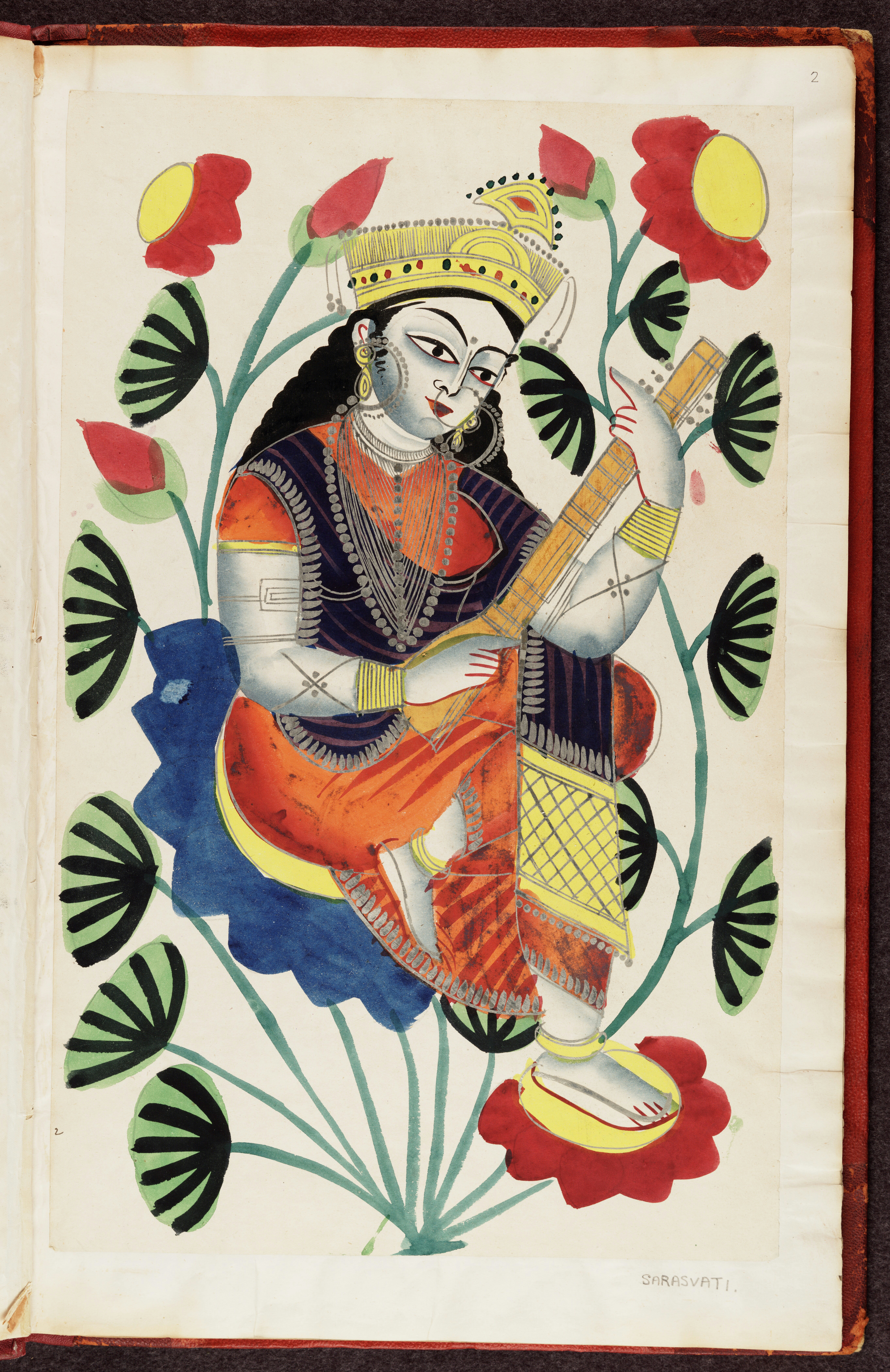
Holzschnitt-Miniatur von 1875, am Kalighat-Tempel in Kalkutta als Souvenir für Pilger verkauft.

Die Ikonographie zeigt Sarasvati inmitten eines Sees, dem Urwasser, das unter anderem als Symbol für den Beginn der Schöpfung gedeutet wird. Sie weist sich damit ebenso wie ihr Gatte Brahma als Schöpferin des Universums aus. Als schöne junge Frau, oft mit vier Armen, trägt sie als markantestes Zeichen die Vina (uraltes, noch heute gespieltes Saiteninstrument); außerdem eine Mala (Gebetskette) und ein Buch, die Veden sowie einen Wassertopf. Oder man stellt sie mit zwei Armen dar, mit Vina und verschiedenen Mudras (Handgesten), besonders der Geste der Argumentation. Auch finden sich gelegentlich weitere Embleme wie Rad, Keule, Muschel oder Glocke, Sanduhr und Schädelschale. Ihr Begleittier (Vahana) ist die Gans oder ein Schwan (Hamsa), in südindischen Darstellungen auch ein Pfau. Die schöne und temperamentvolle Göttin steht oder sitzt auf einem Lotos, ebenso Zeichen für ihre Schönheit wie für ihre Weisheit. Ebenso gilt sie als Verkörperung von Reinheit, was auch die charakteristische Farbe ihrer Kleidung, ein strahlendes Weiß, ausdrückt. Häufig ist sie auch gelb gekleidet. Auch mit der Göttin Lakshmi gibt es Überschneidungen, da beide als Gattin Vishnus gelten. Zu ihr soll sie ein angespanntes Verhältnis haben (oft philosophisch gedeutet als unüberbrückbarer Gegensatz zwischen Reichtum und Weisheit).
Die hinduistische Mythologie berichtet, Sarasvati sei aus Brahma geboren worden. Dieser hatte das Verlangen, die Schöpfung hervorzubringen, und begab sich in Meditation. Daraufhin teilte sich sein Körper in eine männliche Hälfte und eine weibliche – Sarasvati. Anderen Versionen zufolge entsprang sie aus seinem Kopf. Brahma vereinte sich mit ihr, und daraus entstand Manu, der Stammvater der Menschheit. Oft wird auch erzählt, Sarasvati entstamme dem Mund des Brahma und sei entstanden, als dieser die Welt durch seine schöpferische Rede erschuf. Als Sarasvati später einmal bei einem wichtigen Ritual nicht zugegen war, aber eine Frau benötigt wurde, erschuf Brahma aus sich selbst heraus seine Zweitfrau Gayatri, um das Ritual durchzuführen. Als Sarasvati zurückkam und davon erfuhr, verdammte sie ihren Mann dazu, nur noch an einem einzigen Tag im Jahr verehrt zu werden.
In einem anderen, weniger populären Mythos entsteht die Göttin aus Krishna. Dieser teilte sich in männlich und weiblich, Geist und Materie, Purusha und Prakriti, um die Welt zu erschaffen. Die weibliche Hälfte nahm die Form von fünf dynamischen Kräften oder Göttinnen an, von denen eine Sarasvati war.

## Feiertage
Der wichtigste Feiertag der Göttin, Vasant Panchami, auch Sarasvati Puja genannt, findet im Frühjahr statt. In Schulen und Universitäten stellen Hindus Bilder der Göttin auf, davor Bücher, Schreibzeug und Musikinstrumente, und verehren darin die Göttin. Ihr, der Schutzpatronin des Lernens, wird besonders vor Klausuren, wichtigen Prüfungen und dem Schulunterricht geopfert. Den ganzen Tag über gibt es kulturelle Programme und Prozessionen. Im Süden Indiens ehrt man Sarasvati besonders im Herbst zu Navaratri, während in anderen Landesteilen die Göttin in Form von Durga im Zentrum der Anbetung steht.
In Bali liegt der Feiertag auf dem letzten Tag des Pawukon-Kalenders, so dass er in den meisten Kalenderjahren zweimal begangen wird. In Bali ist er einer der wichtigsten Feiertage, gleich nach Galungan und Nyepi.

## Außerhalb des Hinduismus
Nicht nur im Hinduismus wird Sarasvati verehrt, sondern ebenso im Jainismus und Buddhismus. Nach Myanmar dürfte Sarasvati mit der Ausbreitung des Mahayana-Buddhismus gekommen sein. Ihr Name taucht in Inschriften ab dem 11. Jahrhundert auf. Wandmalereien in den Tempeln von Bagan aus dieser Zeit lassen sich als Darstellungen Sarasvatis interpretieren. Im Buddhismus gilt sie als Göttin der Gelehrsamkeit und Unterweisung und als Frau des Bodhisattva Manjushri, dem Bodhisattva der Weisheit. In Japan ist sie eine der sieben Glücksgötter. Dort ist sie unter dem Namen Benten oder Benzaiten bekannt.
Sarasvati ist im Rigveda auch ein Nebenfluss des Indus.